# پراگ ۱۴
پراگ ۱۴ (به لاتین: Prague 14) یک منطقهٔ مسکونی در جمهوری چک است که در پراگ ۹ واقع شده‌است. پراگ ۱۴ ۱۳٫۵۳ کیلومتر مربع مساحت و ۴۴٬۶۳۹ نفر جمعیت دارد.